# Шпичинецький заказник
Шпичине́цький зака́зник — гідрологічний заказник місцевого значення в Україні. Розташований у межах Деражнянській міській громаді Хмельницького району Хмельницької області, між селами Шпичинці та Розсохи. 
Площа 55,2 га. Статус присвоєно згідно з рішенням обласної ради від 1.11.1996 року № 2. Перебуває у віданні: Деражнянська міська громада. 
Статус присвоєно для збереження водно-болотного природного комплексу річки Безіменна (ліва притока Вовка). 